# Иванищева, Наталья Павловна
Иванищева Наталья Павловна (28 августа 1912 — 1 июня 2003) — советский и российский учёный-правовед, доктор юридических наук, профессор кафедры конституционного права Саратовского юридического института им. Д. И. Курского.

## Биография
Иванищева Наталья Павловна родилась 28 августа 1912 года в Волгоградской области.
- 1939 год — окончила Всесоюзный юридический заочный институт.
- 1932—1949 годы — работала секретарем суда, судьей и прокурором г. Вольска, прокурором г. Энгельса, заместителем прокурора Саратовской области по специальным делам.
- 1949—1983 годы — работа в должности старшего преподавателя, доцента, профессора читает курс лекций по государственному (конституционному) праву зарубежных социалистических стран на кафедре государственного (конституционного) права Саратовского юридического института.
- 1961 год — защита кандидатской диссертации на тему: «Совет депутатов трудящихся административной области» в Ленинградском государственном университете им. А. А. Жданова.
- 1979 год — защита докторской диссертации на тему: «Конституции зарубежных социалистических стран — законы высшего исторического типа» в Ленинградском государственном университете им. А. А. Жданова.

Умерла 1 июня 2003 года в г. Саратове.
Натальей Павловной Иванищевой опубликовано свыше 40 научных работ, в том числе 4 монографии. Большой резонанс вызвали её монографии: «Контроль исполнения в деятельности местных Советов депутатов трудящихся» и «Основные черты конституций зарубежных социалистических стран».

## Награды и звания
- Медаль «За доблестный труд в Великой Отечественной войне 1941—1945 гг.»
- Медаль «За трудовую доблесть»
- Медаль «В ознаменование 100-летия со дня рождения Владимира Ильича Ленина»
- Медаль «Тридцать лет Победы в Великой Отечественной войне 1941—1945 гг.»
- Почётный знак «За отличные успехи в области высшего образования СССР»

## Избранные публикации

### Авторефераты диссертаций
- Иванищева Н. П. Организация работы областного Совета депутатов трудящихся. Автореф. дис. … канд. юрид. наук. — Л.: Ленинградский Ордена Ленина государственный университет им. А. А. Жданова, 1961. — 17 с.
- Иванищева Н. П. Конституции зарубежных социалистических стран — законы высшего исторического типа. Автореф. дис. … д-ра юрид. наук. — Л., 1979. — 31 с.

### Монографии, учебные пособия
- Иванищева Н. П. Самый демократический в мире избирательный закон. — Саратов: Саратовское книжное издательство, 1953. — 24 с.
- Иванищева Н. П., Пальгунова Т. М. Перед лицом новых задач: (Из опыта работы Урожайного сельского Совета Озинского района). — Саратов: Саратовское книжное издательство, 1963. — 24 с. — (В помощь советскому работнику).
- Иванищева Н. П. Организация работы областного совета депутатов трудящихся. — Саратов: СГУ, 1964. — 112 с.
- Иванищева Н. П., Пальгунова Т. М. Содействие сельского совета развитию сельскохозяйственного производства. — М.: Юридическая литература, 1964. — 38 с.
- Иванищева Н. П. Контроль исполнения в деятельности местных Советов депутатов трудящихся. — Саратов: СГУ, 1967. — 106 с.
- Иванищева Н. П. Основные черты конституций зарубежных социалистических стран. — Саратов: Издательство СГУ, 1973. — 203 с.
- Иванищева Н. П., Пальгунова Т. М., Серебряков Н. М. Деятельность районного, городского совета в области торговли, общественного питания и бытового обслуживания. — М.: Юридическая литература, 1974. — 86 с. — (Библиотечка для работников районных, городских Советов).
- Иванищева Н. П., Савенко В. К., Романченко В. Я. и др. XXVI съезд КПСС и актуальные проблемы развитого социализма / ред. А. А. Плотникова, В. А. Гринько. — Саратов: Издательство СГУ, 1983. — 187 с.

### Статьи
- Иванищева Н. П. К вопросу о расширении прав областного Совета депутатов трудящихся // Правоведение : научный журнал. — 1959. — № 4. — С. 39—49.
- Иванищева Н. П. О расширении функций постоянных комиссий областного совета депутатов трудящихся // Учёные записки СЮИ им. Д. И. Курского. Вып. 9 : сборник научных статей. — 1960. — С. 42—55.
- Иванищева Н. П. Основные черты Конституции Социалистической Федеративной Республики Югославии // Учёные записки СЮИ им. Д. И. Курского. Вып. 14 : сборник научных статей. — 1966. — С. 114—129.
- Иванищева Н. П., Пальгунова Т. М. Новые функции постоянных комиссий и некоторые вопросы практики и законодательства // Советское государство и право : научный журнал. — 1966. — № 6. — С. 112—116.
- Иванищева Н. П. В. И. Ленин о контроле исполнения // Учёные записки СЮИ им. Д. И. Курского. Вып. 13 : сборник научных статей. — 1966. — С. 96—109.
- Иванищева Н. П. Вопросы конституционного развития Румынии // Учёные записки СЮИ им. Д. И. Курского. Вып. 15 : сборник научных статей. — 1967. — С. 163—178.
- Иванищева Н. П., Миронов О. О. Ковачёв Д. А. Механизм правотворчества социалистического государства: Вопросы теории. — М.: Юрид. лит., 1977. — 112 с. (Рецензия) // Советское государство и право : научный журнал. — 1979. — № 8. — С. 149.
- Иванищева Н. П., Миронов О. О. Михалёва Н. А. Социалистическая конституция. (Проблемы теории). — М.: Юрид. лит., 1981. — 152 с. (Рецензия) // Советское государство и право : научный журнал. — 1982. — № 6. — С. 140—141.

### Биография
- Демидов А. И., Бичехвост А. Ф., Тяпугина Н. Ю., Маторина Е. И. Энциклопедия нашей жизни. — Саратов: СГАП, 2006. — С. 226—227. — 439 с. — 1500 экз. — ISBN 5792404275.
- Кабышев В. Т. Саратовская научная школа конституционного права. — 2-е изд., перераб. и доп. — М.: Формула права, 2006. — С. 79—80. — 256 с. — 500 экз. — ISBN 5-8467-0039-X.

### Критика
- Щетинин Б. В. Иванищева Н. П. Основные черты Конституций зарубежных социалистических стран. — Саратов: Изд-во Сарат. ун-та, 1973. — 202 с. (Рецензия) // Советское государство и право : научный журнал. — 1974. — № 11. — С. 147—148.